# Смычок

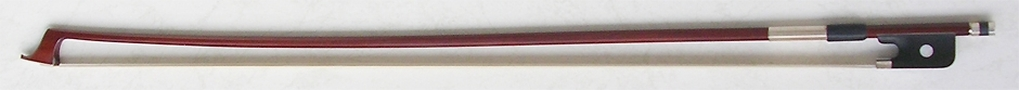
Современный смычок скрипичных инструментов

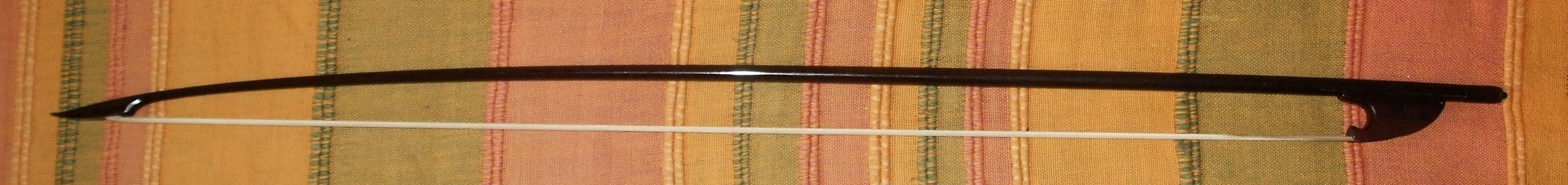
Скрипичный смычок второй половины XVII века (барочный)

Смычо́к — приспособление (изделие) для приведения струн смычковых музыкальных инструментов в колебательное движение. 
Способ ведения смычка или штриха тоже называются смычок. В общем виде изделие смычок состоит из упругой деревянной основы (трости), к обоим концам которой присоединяют пучок конских волос, натираемых канифолью (высушенной смолой хвойных деревьев) для усиления трения со струной (струнами).

## История

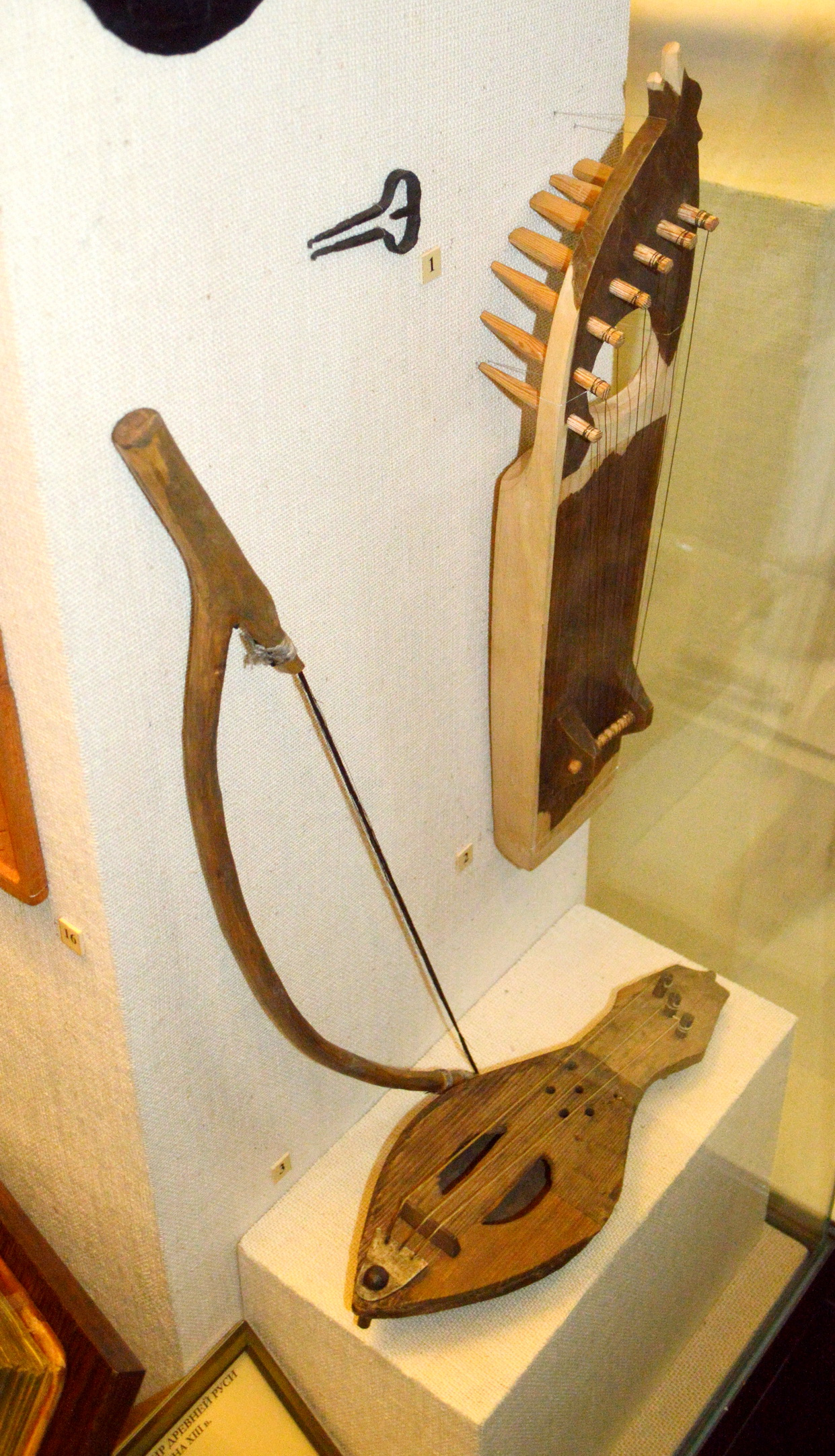
Смычок для гудка

Простейший смычок изготавливается в виде лука. Натяжение волоса не регулируется, либо он натягивается пальцами при держании смычка. Подобные смычки используются с некоторыми народными смычковыми инструментами (гудок, гусле и др.).
В Европе смычок появился примерно в VIII веке. Смычки с простой колодкой (без винта) применялись при игре на средневековых и ренессансных смычковых инструментах (ребек, фидель, лира да браччо), на виолах и ранних скрипках. Натяжение волоса регулировалось пальцами во время игры. С развитием техники игры на скрипках усовершенствовались и смычки, в том числе колодки. Так, например, в XVI—XVII вв. использовалась кремальера — устройство для натяжения волоса без винтового механизма (состояло из зубчатой пластинки на трости и петли).
Современный тип смычка разработан в 1775—1780-х годах французским мастером Франсуа Туртом.

## Смычки скрипичных инструментов
Смычок состоит из деревянной трости (древка), пучка волос с лошадиного хвоста и колодочки с винтом. Одним концом волос закреплён в головке трости, другим соединён с подвижной колодочкой. При помощи винта колодочка передвигается и натягивает или ослабляет волос.

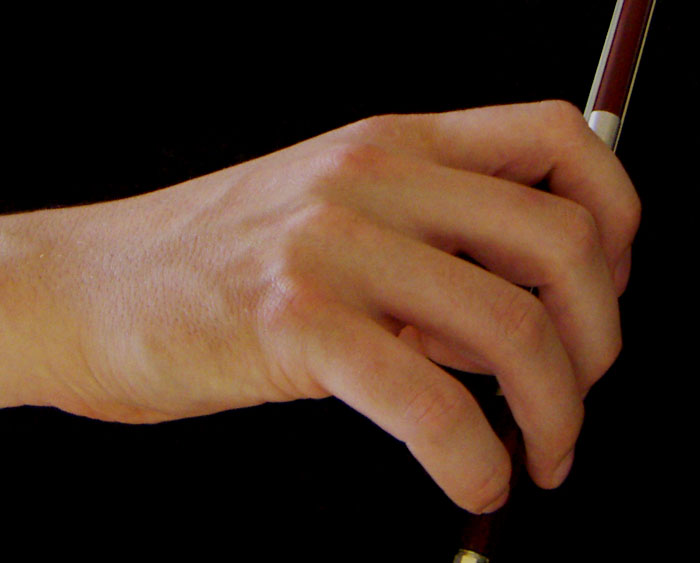
Держание скрипичного или альтового смычка
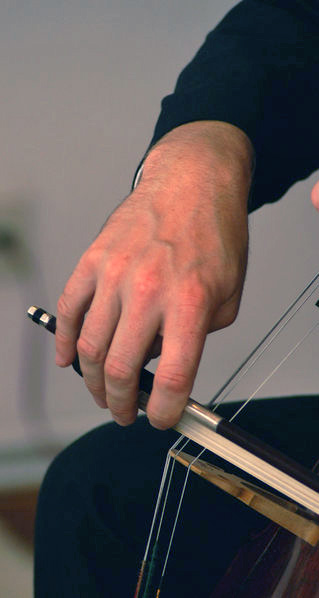
Виолончельного
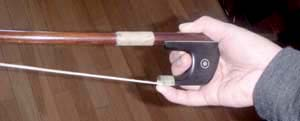
Контрабасового немецкого
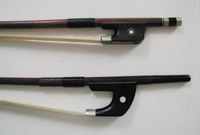
Колодка французского (сверху) и немецкого смычка

Для контрабаса используется два вида смычков: французский и немецкий. Французский в общем такой же как и смычки других инструментов семейства скрипичных. Немецкий отличается более высокой колодкой, определяющей способ держания смычка.
|                 | Скрипичные и альтовые | Скрипичные и альтовые | Скрипичные и альтовые | Скрипичные и альтовые | Скрипичные и альтовые | Виолончельные | Виолончельные | Виолончельные | Виолончельные | Виолончельные | Контрабасовые | Контрабасовые | Контрабасовые |
| --------------- | --------------------- | --------------------- | --------------------- | --------------------- | --------------------- | ------------- | ------------- | ------------- | ------------- | ------------- | ------------- | ------------- | ------------- |
| Размер          | 4/4                   | 3/4                   | 1/2                   | 1/4                   | 1/8                   | 4/4           | 3/4           | 1/2           | 1/4           | 1/8           | 4/4           | 3/4           | 1/2           |
| Общая длина, см | 74,0                  | 66,5                  | 61,5                  | 56,5                  | 51,5                  | 71,0          | 69,0          | 63,0          | 61,0          | 59,0          | 74,5          | 69,5          | 62,0          |